# Standbeeld koningin Wilhelmina (Noordwijk aan Zee)

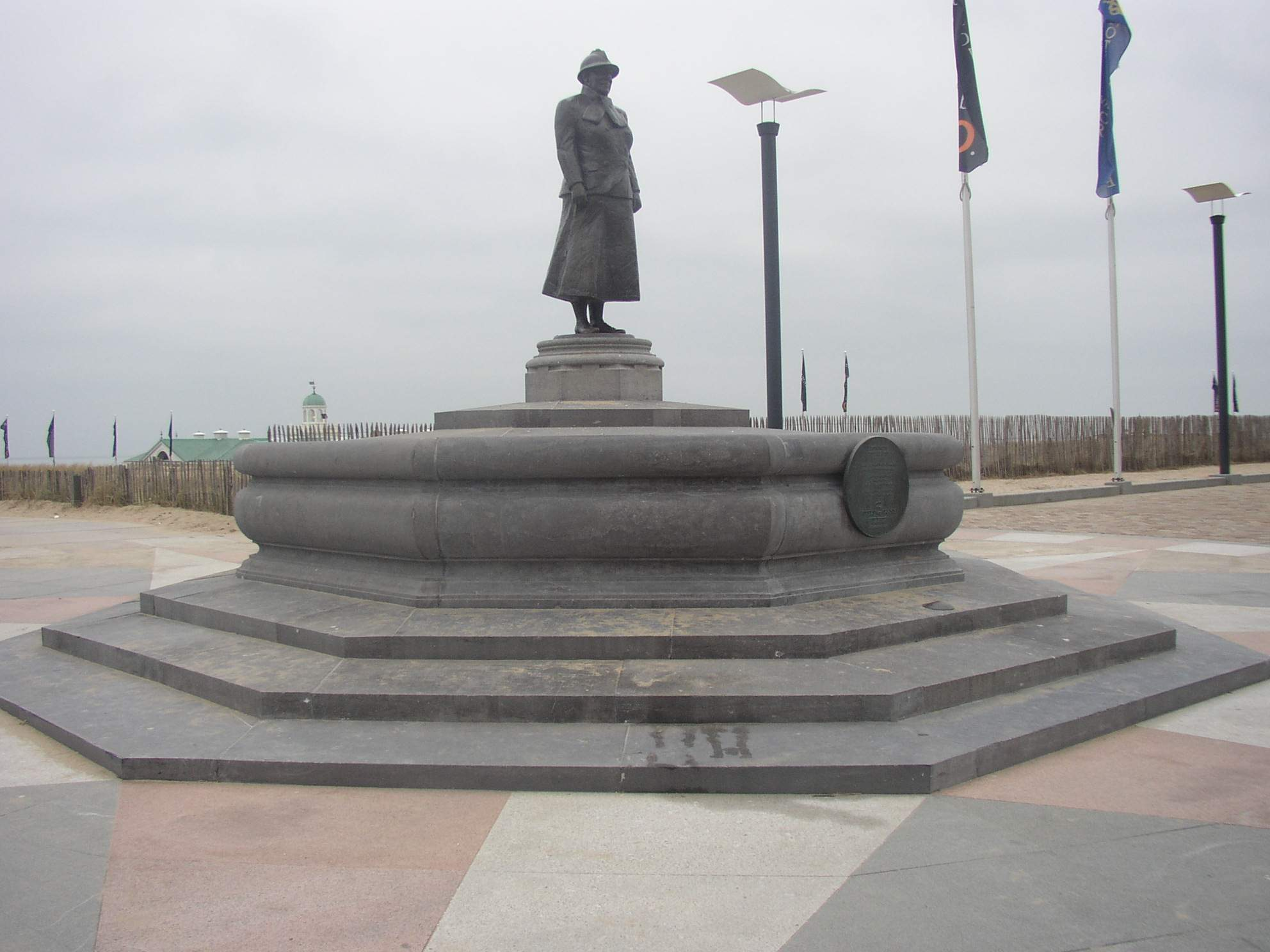
Standbeeld koningin Wilhelmina.

Een Standbeeld van koningin Wilhelmina staat op de boulevard van de Nederlandse badplaats  Noordwijk aan Zee. Het bronzen standbeeld is gemaakt door de beeldhouwer Kees Verkade en staat op een stenen sokkel die in een bassin is geplaatst. Het beeld werd in 2000 door het jubilerende Hotels van Oranje geschonken aan de gemeente Noordwijk. Het monument werd in mei van dat jaar onthuld door Erik Hazelhoff Roelfzema, eertijds adjudant van de vorstin, die geassisteerd werd door Jos Mulder-Gemmeke, evenals Hazelhoff drager van de Militaire Willems-Orde.
De tekst op het schild luidt: KONINGIN WILHELMINA - Zoals zij op 4 april 1940 in Noordwijk de gelegerde troepen inspecteerde. Onthuld op 7 mei 2000 door 'De Soldaat van Oranje' Mr Erik Hazelhoff Roelfzema. Aangeboden ter gelegenheid van het 15-jarige jubileum van de Hotels van Oranje. De beeldhouwer maakte voor de vervaardiging van dit beeld gebruik van een foto die van die inspectie op 4 april 1940 was gemaakt, vlak bij de plek waar het standbeeld nu staat.